# Bang Bang Boom Boom
Bang Bang Boom Boom è  l'ottavo album della cantante statunitense Beth Hart, pubblicato il 9 ottobre 2012.
L'album è anticipato dall'omonimo singolo.

## Tracce
1. Baddest Blues – 4:48
2. Bang Bang Boom Boom – 3:35
3. Better Man – 3:48
4. Caught Out in the Rain – 7:13
5. Swing My Thing Back Around – 3:37
6. With You Every Day – 3:04
7. Thru the Window of My Mind – 4:22
8. Spirit of God – 4:52
9. There in Your Heart – 4:31
10. The Ugliest House on the Block – 5:12
11. Everything Must Change – 3:48

## Formazione
- Beth Hart: Voce, Piano
- Randy Flowers: Chitarre
- Michael Rhodes: Basso
- Arlan Schierbaum:Organo
- Anton Fig: Batteria
- Herman Matthews:Batteria
- Curt Bisquera:Batteria
- Lenny Castro: Percussioni
- Joe Bonamassa: Assolo chitarra in There in Your Heart
- Ron Dziubla: Sax
- Lee Thornburg: Tromba, Tromboni, arrangiamenti trombe
- Jeff Bova: Arrangiamenti strumenti a corda.
- Produttori esecutivi:David Wolff & Scott Guetzkow
- Tecnico: Jared kvitka